# Police Story (film 1985)
Police Story (Ging chat goo si) è un film del 1985, diretto da Jackie Chan.
È il primo episodio dell'omonima serie di film d'azione campione d'incassi ad Hong Kong.
Il film fu un grande successo in Estremo Oriente e vinse il premio Miglior film agli Hong Kong Film Awards del 1986. Lo stesso Chan considera Police Story il suo miglior film d'azione. La pellicola ispirerà film occidentali come Tango & Cash (1989) e Bad Boys II (2003). Jackie Chan qui sperimenta la lotta multipla sincronizzata appoggiato dal suo stunt team di professionisti, producendosi in acrobazie al di là della ragione umana in quello che è considerato uno dei migliori film di arti marziali di tutti i tempi.

## Trama
Kevin Chan Ka Kui è un poliziotto di Hong Kong atletico e impacciato soprannominato "Super Cop" (Super Poliziotto) per via dei suoi metodi spericolati con cui porta a termine con successo le varie missioni affidategli. Gli viene ordinato il compito di proteggere la bella Selina dal sovrintendente capo (da lui ribattezzato Zio Bill). La donna è una testimone chiave per il processo contro il suo ex datore di lavoro nonché impresario di successo Chu Tao (dedito anche al crimine del traffico di droga e al retaggio mercantile). Il criminale organizza con la sua gang una serie d'imboscate per eliminare entrambi. Grazie alle sue doti acrobatiche nelle arti marziali, Ka Kui riesce però a sventare i suoi piani. Nel frattempo, il poliziotto deve tenere a bada anche la sua fidanzata May che crede la stia tradendo con Selina; memorabile la scena in cui Ka Kui sotto la doccia parla della sua ragazza senza sapere che lei è presente accanto a Selina nell'altra stanza. Alla fine, l'ingenuo poliziotto viene incastrato ingiustamente per la morte di un suo collega corrotto. Ormai solo contro tutti, Ka Kui scatena tutta la sua furia nella resa dei conti finale in un ultimo funambolico e distruttivo combattimento in un centro commerciale, devastandolo completamente. Ka Kui dimostrerà la sua innocenza e Chu Tao verrà rinchiuso in carcere.

## Produzione
La pellicola contiene numerose scene d'azione su larga scala, tra le quali la sequenza d'apertura con l'inseguimento d'auto attraverso una baraccopoli e Chan appeso a penzoloni da un autobus a due piani a tutta velocità, oltre al combattimento finale dentro un centro commerciale. Considerata una dei più grandi stunt nella storia del cinema d'azione, la scena finale venne ironicamente ribattezzata dal team "Glass Story" a causa delle numerose vetrate distrutte per girarla. Durante un'acrobazia di quest'ultima sequenza in cui Jackie Chan scivola giù da un palo da diversi piani di altezza, le luminarie che ricoprivano quest'ultimo finirono col surriscaldarlo seriamente, provocando all'attore una ustione di secondo grado, in particolare sui palmi delle mani, oltre ad un infortunio alla schiena e la slogatura del bacino a causa della caduta. L'intera scena consiste di stuntman che si lanciano a peso morto sulle scale mobili, incredibili balzi da parapetti da parte di Chan e vari scavalcamenti, diventando simbolo dell'esasperazione massima dell'invulnerabilità del corpo del celebre attore protagonista.
Lo sceneggiatore Edward Tang ha raccontato che non scrisse il film come si fa normalmente, bensì venne istruito da Chan per strutturare la narrazione attorno ad una successione di oggetti di scena e location (come ad esempio un villaggio, un autobus, un centro commerciale, ecc.) adottando un procedimento creativo inverso rispetto a quello che è solitamente impiegato per scrivere una pellicola.
In una intervista, Chan ha raccontato il suo terrore nell'eseguire lo stunt della caduta dal palo con le luminarie. Durante le riprese della sequenza ci fu ulteriore pressione dovuta alle tempistiche, in quanto il centro commerciale nel quale si stava girando doveva essere sgomberato e ripulito in vista della riapertura al pubblico per la mattina seguente. Prima di eseguire finalmente l'acrobazia, uno dei suoi stuntman gli diede un abbraccio e un foglietto con su scritto una preghiera buddista che Jackie Chan tenne con sé in tasca fino al termine della ripresa.
Nella scena dell'autobus doppio, Jackie Chan ha usato un ombrello metallico poiché continuava a scivolare quando provava ad appendersi con uno di legno.

## Colonna sonora
La canzone del prologo e fine pellicola è intitolata "Hero Story" ed è cantata dallo stesso Jackie Chan. La musica venne talmente apprezzata che quando la polizia di Hong Kong negli anni '80-'90 compiva operazioni anti-crimine si presentava sul posto con la sirena che risuonava le note della canzone come omaggio alla figura di poliziotto esemplare di Ka Kui. Hero Story è la canzone più ascoltata di Chan tra i suoi fan.

## Sequel
Dall'enorme successo della pellicola, vennero realizzati tre sequel, uno spin-off e due reboot:
- Police Story 2, diretto ed interpretato da Jackie Chan (1988) – sequel
- Police Story 3: Supercop, diretto da Stanley Tong ed interpretato sempre da Jackie Chan (1992) – sequel
- Supercop 2, diretto da Stanley Tong, con protagonista Michelle Yeoh[7] (1993) – spin-off
- First Strike, diretto da Stanley Tong ed interpretato da Jackie Chan (1996) – sequel
- New Police Story, diretto da Benny Chan ed interpretato da Jackie Chan (2004) – reboot
- Police Story: Lockdown, diretto da Sheng Ding ed interpretato da Jackie Chan (2013) – secondo reboot

## Riconoscimenti
- 1986 - Hong Kong Film Awards
  - Miglior film
  - Migliore coreografia d'azione alla Jackie Chan Stunt Team
  - Candidatura a Migliore regista a Jackie Chan
  - Candidatura come Miglior attore a Jackie Chan
  - Candidatura come Miglior attrice a Brigitte Lin
  - Candidatura per la Migliore fotografia a Yiu-Tsou Cheung
  - Candidatura per il Migliore montaggio a Peter Cheung